# 桂花树遗址
桂花树遗址位于中华人民共和国湖北省荆州市松滋市王家大湖南边，是一处新石器时代遗址，是全国重点文物保护单位。
桂花树遗址于1974年2月被发现，清理了几座残墓并采集了大批文物，同年12月至1975年1月松滋、公安两县文化馆和湖北省博物馆相关人员对该遗址作了小面积试掘。

## 文物保护情况
1992年12月16日，以“桂花树遗址”的名义被湖北省人民政府列为第三批湖北省文物保护单位；2013年3月5日，以“桂花树遗址”的名义被中华人民共和国国务院列为第七批全国重点文物保护单位。
其作为文物的保护范围为：桂花树遗址及周围一定范围。四至：东面至桂花树粮站围墙西北角，西面至界河东堤埂北端，南面至洈水河大堤外坡脚，北面至遗址北部鱼池南缘。
其作为文物的建设控制地带为：以保护范围四至为界，东面向外延伸30米，西面向外延伸30米，南面延伸至洈水河堤内坡脚，北面向外延伸30米。